# Іст-Лондон
Іст-Ло́ндон (англ. East London) — місто в Південно-Африканській Республіки, у Східно-Капській провінції, порт на Індійському океані в гирлі річки Баффало. Населення — 478 676 осіб.
З 2000 року місто входить до складу муніципалітету Буффало-Сіті. Іст-Лондон є другим за розмірами індустріальним центром провінції. В місті розташовані заводи автомобілебудівної, текстильної та фармацевтичної галузей.

## Клімат
Місто знаходиться у зоні, котра характеризується вологим субтропічним кліматом. Найтепліший місяць — лютий із середньою температурою 21.7 °C (71 °F). Найхолодніший місяць — червень, із середньою температурою 15.6 °С (60 °F).
| Клімат Іст-Лондона      | Клімат Іст-Лондона | Клімат Іст-Лондона | Клімат Іст-Лондона | Клімат Іст-Лондона | Клімат Іст-Лондона | Клімат Іст-Лондона | Клімат Іст-Лондона | Клімат Іст-Лондона | Клімат Іст-Лондона | Клімат Іст-Лондона | Клімат Іст-Лондона | Клімат Іст-Лондона | Клімат Іст-Лондона |
| Показник                | Січ.               | Лют.               | Бер.               | Квіт.              | Трав.              | Черв.              | Лип.               | Серп.              | Вер.               | Жовт.              | Лист.              | Груд.              | Рік                |
| Абсолютний максимум, °C | 32                 | 37                 | 34                 | 34                 | 35                 | 31                 | 33                 | 36                 | 41                 | 39                 | 36                 | 34                 | 41                 |
| Середній максимум, °C   | 25                 | 25                 | 25                 | 23                 | 22                 | 21                 | 21                 | 21                 | 21                 | 21                 | 22                 | 23                 | 22                 |
| Середня температура, °C | 21                 | 21                 | 21                 | 19                 | 17                 | 15                 | 15                 | 16                 | 16                 | 17                 | 18                 | 19                 | 18                 |
| Середній мінімум, °C    | 17                 | 18                 | 17                 | 15                 | 12                 | 10                 | 10                 | 11                 | 12                 | 14                 | 15                 | 16                 | 14                 |
| Абсолютний мінімум, °C  | 12                 | 11                 | 11                 | 7                  | 4                  | 3                  | 2                  | 3                  | 6                  | 8                  | 9                  | 11                 | 2                  |
| Норма опадів, мм        | 70                 | 70                 | 90                 | 60                 | 50                 | 30                 | 30                 | 40                 | 60                 | 90                 | 80                 | 70                 | 800                |
| Днів з опадами          | 14                 | 12                 | 13                 | 9                  | 6                  | 4                  | 5                  | 7                  | 9                  | 14                 | 15                 | 13                 | 121                |
| Днів з дощем            | 6                  | 6                  | 7                  | 5                  | 4                  | 2                  | 2                  | 3                  | 4                  | 6                  | 6                  | 6                  | 62                 |
| Вологість повітря, %    | 73                 | 74                 | 75                 | 71                 | 64                 | 59                 | 56                 | 64                 | 69                 | 73                 | 72                 | 71                 | 68                 |
| ----------------------- | ------------------ | ------------------ | ------------------ | ------------------ | ------------------ | ------------------ | ------------------ | ------------------ | ------------------ | ------------------ | ------------------ | ------------------ | ------------------ |
| Джерело: Weatherbase    |                    |                    |                    |                    |                    |                    |                    |                    |                    |                    |                    |                    |                    |